# Orchestre d'harmonie des Portes de l'Essonne
L'orchestre d'harmonie des Portes de l'Essonne (OHAPE) est un orchestre d'harmonie amateur domicilié à Athis-Mons.
L'orchestre se compose principalement d'instruments à vent et de percussions rejoints par des contrebasses. Selon le programme, des instruments comme le piano, l'orgue ou la harpe peuvent être associés.
Une soixantaine de musiciens se retrouve dans cette structure parfaitement mixte. La parité y est de mise.
L'orchestre propose principalement des concerts en salle sur le territoire d'Athis-Mons et de Juvisy-sur-Orge ainsi que sur les communes environnantes (théatre Cardwell de Draveil, cathédrale d'Évry, basilique de Longpont-sur-Orge, aéroport d'Orly). Il se produit aussi pour des évènements particuliers et dans des lieux plus hétéroclites (Disneyland Paris, festival Guitar’Essonne, jumelage avec Rothenburg ob der Tauber en 1987et bientôt en 2026, Ensemble Vocal Choralisses). La société de musique participe également aux cérémonies officielles en plein air.
Lors des concerts de gala, l'association musicale se propose d'accompagner des solistes professionnels (orchestre de la Garde républicaine, piano, guitare, accordéon, orgue...)

## Historique
L'« Harmonie municipale et groupement symphonique d’Athis-Mons » est créée en juillet 1927 sous la forme d'une association loi de 1901 afin de promouvoir la pratique de la musique amateur lorsque la ville ne comptait que 8000 habitants. Cette institution constitue l'une des associations les plus anciennes de la commune encore en activité avec l'Union Sportive Olympique d'Athis-Mons (fondée en novembre 1919).

« L'Harmonie se compose de 40 exécutants amateurs, dont 18
seulement résident à Athis-Mons, les autres viennent de communes voisines et quelques-uns de
plus loin encore. »

— Gérard Kurkdjian, Bulletin officiel municipal (1963)
En novembre 1965, au temps des concours de société musicale, l'harmonie municipale, alors classée en deuxième division - première section, présente le concours itinérant de la CMF et décroche un premier prix ascendant qui la classe en première division, deuxième section. Le capitaine Félix Boyer (1887-1980), membre du jury, relatait la performance en ces termes : « Dans le cadre accueillant de la salle des Fêtes Municipale, cette jeune phalange présentait son programme, de choix, en lequel les accents inspirés et délicats de Mozart, de Léo Delibes, de Borodine. s'alliaient aux joyeuses
et vivantes harmonies de Sappe,
de Waldteufel et de Combelle. Certes, ces belles œuvres musicales de notre répertoire classique et populaire exigent de grands et persévérants efforts et de grandes qualités musicales techniques pour en
donner une interprétation conforme non seulement à l'esprit des auteurs, mais encore au goût des auditeurs, car elles sont bien connues de nos Mélomanes qui en apprécient grandement leur valeur artistique faite de charme, de rêve, et d'émotion, lumières de la Paix. »
En 1987, l'association interprète différents hymnes européens à l'occasion du jumelage avec Rothenburg en présence de la délégation allemande.
En 1997, l'association fête ses 70 ans.
L'harmonie change de nom en 1998 et s'appelle « ensemble d'harmonie d'Athis-Mons » (EHAM).
À la suite de la création de la communauté d'agglomération Les Portes de l'Essonne en 2000, l'association prend le nom d'orchestre d'harmonie des Portes de l'Essonne en 2013 et étend son rayonnement territorial. Son objet est de promouvoir et développer la pratique de la musique amateur.
L'OHAPE est devenue par ailleurs une association d'intérêt général depuis le 15 mai 2014.
En avril 2018, l'association célèbre ses 90 ans lors d'un concert de gala.

## Répertoire
Autrefois, le répertoire de l'harmonie adressait principalement un répertoire issu de la musique militaire (pas redoublé par exemple), d'arrangement d'opéra et de musique classique puis de musique de variétés et de jazz.
À partir des années 1990, l'association a modernisé son répertoire en proposant, entre autres, des œuvres pour orchestre d'harmonie de compositeurs contemporains et de musique de films.
Le 27 octobre 2001, l'ensemble d'harmonie d'Athis-Mons participe à  la création de la composition Des Athégiens au Sénégal pour orchestre d'harmonie et percussions africaines de Pierre "Tiboum" Guignon (commanditaire : Ariam Ile-de-France, Adiam 91), et également de la pièce intitulée JHL pour orchestre d'harmonie et percussions africaines de Philippe Laccarière.
Le 14 juin 2021, Timothée Wurth, hautbois solo de l'orchestre de la Garde républicaine, et l'Orchestre d'harmonie des Portes de l'Essonne (OHAPE) sous la direction de Stéphane Morice ont réalisé la première en France de la pièce Legacy du compositeur espagnol Óscar Navarro.
Le 11 novembre 2024, l’OHAPE invite le compositeur Óscar Navarro à diriger un programme constitué de ses propres pièces originales composées pour orchestre d’harmonie. 

## Personnalités
Parmi les personnalités ayant accompagné la société de musique, on notera :
- René L'Helguen, président d'honneur, maire d'Athis-Mons sur deux périodes (1959-1977 et 1983-1989) ;
- vers 1963 : M. Mousset, président[3] ;
- vers 1980-1990 : M. Pasquier, président[Quand ?], tromboniste[9] ;
- vers 1990 - 2010 : Philipe Sinoussi, président[Quand ?], tubiste.

## Directeurs musicaux
- De 1927 à 1977 : ...[Qui ?][10]
- Vers 1930 : M. Boulet [11].
- 1934-1959 : Marcel Boche[3].
- 1959-1977 (?) : Jean Baniel / sous-chef de musique : M. Dewasmes[3].
- À partir de 1977 : André Poullié[12].
- De septembre 2004 à environ 2009 : Philippe Rossignol.
- À partir de novembre 2015 : Vera Nikitine[2].
- De juin 2018 à juin 2025 : Stéphane Morice.

## Solistes invités
Parmi les solistes ayant accompagné la société de musique, on notera : 
- Avant 2021 : ...[Qui ?],[10]
- 2007 : Betho Davezac, guitare[13].
- 2018 : Katherine Nikitine, piano, pour les 90 ans de l'orchestre
- 2021 : Timothée Wurth (hautbois solo de l'orchestre de la Garde républicaine)[14].
- 2022 : Jérôme Maury, Nicolas Orgiazzi (clarinettiste de l'orchestre de la Garde Républicaine).
- 2023 : Rémy Desbonnet (saxophoniste de l'orchestre de la Garde Républicaine) ; l'ensemble de jazz Jiotrazz. Marc André (saxhorn basse de l'orchestre de la Garde Républicaine ).
- 2024 : David Picard (trompettiste de l'orchestre de la Garde Républicaine).
- 2025 : Ikumi Kirihara (au chant) ; ensemble choral des Portes de l'Essonne ; élèves de CM1-CM2 de l'école Jean Jaurès d'Athis-Mons (au chant).

## Localisation
L'orchestre d'harmonie des Portes de l'Essonne a répété dans divers lieux de la ville au gré de son Histoire.
Les répétitions ont désormais lieu au Conservatoire de musique, danse et théâtre Maurice-Ravel à Athis-Mons et à l'espace René L’Helguen (ERL).

## Galerie
|                                                          |
| OHAPE, concert de gala à Juvisy-sur-Orge (8 avril 2023). |

|                                          |
| Harmonie municipale d'Athis-Mons (1927). |

## Affiches
Depuis juin 2023, Pacôme Pieteraerents a pris en charge la conception des affiches de l'Ohape, auparavant créées par Benoit Leduc.

### Note
1. ↑  Données de 2023 : soixante musiciens environ.